# 祁勉
祁勉（16世紀—1557年），字效勤，萬全都指揮使司蔚州衛人，明朝軍事人物。

## 生平
祁勉在嘉靖三十二年（1553年）由副千戶中武進士，獲授署都指揮僉事，守備龍門所，之後遷任宣府遊擊將軍、中路參將，分守葛峪堡；三十六年（1557年）他遭罷官候待，適逢蒙古軍隊攻至，他說：「我雖然罷官，但道義上我不得避免艱險。」仍然率領部下抵禦，結果被圍攻戰死。朝廷得知後撫恤他得家人，讓其後裔蔭襲指揮僉事。

## 引用
1. 1 2  乾隆《蔚縣志·卷二十·人物》：祁勉，字效勤，嘉靖癸丑由副千戶中武進士，授署指揮僉事，守備龍門所，遷宣府遊擊將軍，再遷中路參將，分守葛峪堡諸處。未幾罷官候待，適兵至，勉曰：「我固當去，然義不得避艱險。」仍率所部以往，以兵寡被圍，力屈死，時嘉靖三十六年也。事聞，贈䘏有加，廕其後為指揮僉事。 見《宣志》